# مارسلینو بریتپاجا
مارسلینو بریتپاجا (انگلیسی: Marcelino Britapaja؛ زادهٔ ۷ نوامبر ۱۹۵۰) بازیکن فوتبال اهل آرژانتین است.
از باشگاه‌هایی که در آن بازی کرده‌است می‌توان به باشگاه فوتبال ولز سارسفیلد اشاره کرد.